# Le Sentier des larmes
Le Sentier des larmes est le dix-septième album de la série de bande dessinée La Jeunesse de Blueberry de François Corteggiani (scénario), Michel Blanc-Dumont (dessin) et Claudine Blanc-Dumont (couleurs). Publié pour la première fois en 2008, c'est le dernier d'un diptyque. Le titre est une traduction de l'expression anglaise « Trail of Tears » qui désigne le déplacement forcé de plusieurs peuples amérindiens entre 1831 et 1838 aux États-Unis, déplacement habituellement appelé la « Piste des larmes ».

## Résumé
La première page dessinée revient sur les évènements contés dans 100 dollars pour mourir. Abraham Lincoln et Allan Pinkerton discutent des décisions de ce dernier, lequel se justifie en mentionnant qu'ils sont en guerre.
De leur côté, à la faveur de la nuit, Baumhoffer et ses hommes s'approchent de l'entrée d'un tunnel percé dans une montagne. L'un de ses hommes tue un Indien, mais est tué à son tour. Il s'ensuit un échange de tirs, le groupe de Baumhoffer prenant le dessus. Baumhoffer poursuit des Indiens dans le tunnel et est sauvé in extremis par l'un de ses hommes qui était tombé de façon accidentelle dans un puits d'aération de la mine. Après quelques minutes de marche, ils découvrent que le tunnel débouche de l'autre côté de la montagne.
Fingers ressent la mort de ces Indiens[pas clair] et tombe de cheval. En tant que shaman, « il sait tout ». Son groupe fait une pause pour lui donner le temps de récupérer. Il en profite pour revenir sur la « malédiction » et le sergent Grayson détaille plus ce qu'ont subi les Indiens, dont plusieurs milliers moururent « le long des sentiers des larmes ». Blueberry doute que « le groupe ridiculement restreint » de Fingers puisse atteindre ses buts. Un des Indiens en vient à défier Fingers et, voyant que Fingers n'est pas de taille, Grayson se substitue à lui car il est un Cherokee. Grayson gagne le combat, mais son adversaire se jette sur lui par derrière et Fingers l'abat : « Voici ce qui arrive aux fourbes qui frappent dans le dos ». Sachant que des cavaliers s'approchent, Fingers entraîne le groupe plus au nord, mais un éclaireur l'avertit que des nordistes, menés par « le général Reedmanplasse », bloque l'accès à un pont.
Plus au sud, Baumhoffer explique aux deux hommes qui l'accompagnent que la troupe de Reedmanplasse protège un pont qui enjambe la rivière Niagara. Pour arrêter la progression de Baumhoffer, Fingers laisse un Indien en arrière, qui abat l'un des hommes de Baumhoffer, mais est abattu à son tour. Baumhoffer suppose que « ces rascals s'affolent ». 
Le « pont de Roebling » est à deux étages : un pour les trains et l'autre pour les autres types de véhicules. Fingers et d'autres hommes observent l'ouvrage et ses alentours tout en discutant des possibilités de le traverser. Blueberry remarque Baumhoffer et en vient à supposer qu'il est présent pour « une affaire d'État ». Chacun de leur côté, Fingers, Baumhoffer et un colonel sudiste amérindien récemment arrivé, « William Penn Adair », prennent leurs dispositions pour le futur combat.
Les yeux de Fingers deviennent blancs et la région immédiate se couvre d'« une nappe de brouillard de plus en plus épaisse ». Il mène « petit à petit » les hommes de son groupe vers le pont. Près de celui-ci, Adair ordonne à l'officier nordiste de tripler les effectifs autour du pont. En marchant, Adair aperçoit Fingers dans le brouillard, mais se fige[Quoi ?] pendant un moment suffisamment long pour que le groupe atteigne les abords du pont. Soudainement, « tout s'accélère à nouveau » et des soldats tirent sur le groupe de Fingers. Fingers ordonne de le suivre sur le chemin de fer, son groupe passe mais quelques hommes sont tués.
De l'autre côté de la rivière, au Canada, Baumhoffer et son homme, Craig, échangent sur les dispositions prises : « À part le garde du train pour faire illusion, il n'y a pas âme qui vive ». Près d'eux, Fingers se dirige vers un train à l'arrêt. Après que le garde est assommé par l'un de ses hommes, Fingers ouvre la porte de l'un des wagons et est mis en joue. Malgré la présence de Baumhoffer et de Craig dans le wagon, Fingers se précipite sur le coffre-fort : « Mon peuple va enfin pouvoir retrouver sa dignité perdue ». Lorsque Craig apprend que le coffre-fort contient « quelques millions-or », il met en joue les hommes présents et exige que Fingers ouvre le coffre-fort. Il s'ensuit plusieurs combats, Craig prenant le dessus. Fingers compose la combinaison, laissant le soin à Craig d'ouvrir le coffre-fort.
De son côté, Grayson a mis en marche la locomotive, espérant faire passer le train du côté des États-Unis. Fingers pousse Blueberry et Baumhoffer hors du wagon un peu avant que Craig n’ouvre la porte du coffre-fort. Celui-ci explose, déséquilibrant le train en mouvement, ce qui précipite le train au complet dans la rivière. Sous l'eau, Grayson aperçoit Blueberry et l'amène à une berge. Quelques instants plus tard, Baumhoffer sort de l'eau et affirme que les deux sont sous sa protection. Les soldats nordistes présents doutent de son autorité, mais il montre une pièce qui confirme qu'il est en mission pour Abraham Lincoln.
Plus tard à Washington, Pinkerton fait son rapport à Lincoln : « la perte de l'or destiné aux coffres de Jefferson Davis ne me chagrine guère », car seuls les nordistes recevront un nouvel envoi d'or de la banque Rothschild. Pinkerton indique également que Blueberry se remet de ses blessures dans un hôpital. De son côté, ce dernier discute dans un jardin à voix haute : « Ça a servi à quoi tout ça... Hein, vieil Indien ».

## Personnages principaux
- Blueberry : lieutenant de cavalerie aidant le chef d'un groupe d'indiens fanatisés[31],[32].
- Le sergent Grayson : militaire et indien qui accompagne Blueberry[33].
- John Bear's Fingers : shaman fanatique à la tête d'un groupe d'Indiens qui veut obtenir une revanche sur les hommes blancs[34].
- Allan Pinkerton : « chef des services secrets nordistes »[35].
- Baumhoffer : homme travaillant pour le compte de Pinkerton[36].